# Championnat de Polynésie française de football 2007-2008
Navigation
Saison précédente Saison suivante
La saison 2007-2008 du Championnat de Polynésie française de football est la soixante-et-unième édition du championnat de première division en Polynésie française. Les dix meilleurs clubs de Polynésie sont regroupés au sein d'une poule unique, la Ligue Mana, où ils s'affrontent deux fois au cours de la saison. Les quatre premiers jouent une deuxième phase pour déterminer le champion tandis que les six derniers doivent disputer une poule de relégation pour désigner les deux clubs relégués en Division 2.
C'est l'AS Manu-Ura, tenant du titre, qui est à nouveau sacré champion de Polynésie cette saison après avoir terminé en tête du classement final avec trois points d’avance sur l'AS Tefana et quatre sur l'AS Dragon. C'est le quatrième titre de champion de Polynésie française de l’histoire du club.

## Les clubs participants
| - AS Pirae - AS Tefana - AS Aorai - Promu de D2 - AS Dragon - AS Jeunes Tahitiens - Promu de D2 | - AS Temanava - AS Manu-Ura - AS Tamarii Faa'a - AS Taravao AC - AS Central Sport - Promu de D2 |

## Compétition

### Première phase
Le barème utilisé pour établir le classement change cette saison et est le suivant :
- Victoire : 3 points
- Match nul : 2 points
- Défaite : 1 point

| Rang | Équipe               | Pts | J  | G  | N  | P  | Bp | Bc | Diff |
| ---- | -------------------- | --- | -- | -- | -- | -- | -- | -- | ---- |
| 1    | AS Manu-UraT         | 46  | 18 | 12 | 4  | 2  | 35 | 10 | +25  |
| 2    | AS Dragon            | 44  | 18 | 9  | 8  | 1  | 35 | 21 | +14  |
| 3    | AS Tefana -1         | 43  | 18 | 11 | 4  | 3  | 39 | 18 | +21  |
| 4    | AS Temanava          | 38  | 18 | 8  | 4  | 6  | 24 | 22 | +2   |
| 5    | AS Jeunes TahitiensP | 37  | 18 | 4  | 11 | 3  | 21 | 22 | -1   |
| 6    | AS Tamari Faa'a      | 34  | 18 | 6  | 4  | 8  | 26 | 29 | -3   |
| 7    | AS Pirae             | 32  | 18 | 6  | 2  | 10 | 29 | 32 | -3   |
| 8    | AS Central SportP    | 32  | 18 | 6  | 2  | 10 | 23 | 34 | -11  |
| 9    | AS Taravao AC        | 31  | 18 | 5  | 3  | 10 | 30 | 42 | -12  |
| 10   | AS AoraiP            | 22  | 18 | 1  | 2  | 15 | 15 | 47 | -32  |

|  | Qualification pour la deuxième phase                 |
|  | Participation à la poule de promotion-relégation     |
|  | T : Tenant du titre P : Promu de division inférieure |

- L'AS Tefana reçoit un point de pénalité pour avoir aligné un joueur suspendu lors de la 11e journée.

### Deuxième phase

#### Poule pour le titre
Les quatre premiers du classement s’affrontent à nouveau deux fois pour déterminer le champion. L'AS Manu-Ura démarre la deuxième phase avec un bonus de deux points après avoir terminé en tête de la première phase.
| Rang | Équipe          | Pts | J | G | N | P | Bp | Bc | Diff |  | Résultats (▼ dom., ► ext.) | ManU | Tefa | Drag | Tema |
| ---- | --------------- | --- | - | - | - | - | -- | -- | ---- |  | -------------------------- | ---- | ---- | ---- | ---- |
| 1    | AS Manu-UraT +2 | 17  | 6 | 4 | 1 | 1 | 13 | 3  | +10  |  | AS Manu-UraT +2            |      | 3-0  | 4-1  | 4-0  |
| 2    | AS TefanaC      | 14  | 6 | 3 | 2 | 1 | 9  | 5  | +4   |  | AS TefanaC                 | 1-0  |      | 1-1  | 3-0  |
| 3    | AS Dragon       | 13  | 6 | 2 | 3 | 1 | 11 | 8  | +3   |  | AS Dragon                  | 1-1  | 1-1  |      | 5-0  |
| 4    | AS Temanava -1  | 5   | 6 | 0 | 0 | 6 | 1  | 18 | -17  |  | AS Temanava -1             | 0-1  | 0-3  | 1-2  |      |

|  | Champion de Polynésie française 2007-2008                            |
|  | T : Tenant du titre C : Vainqueur de la Coupe de Polynésie française |

- L'AS Temanava reçoit un point de pénalité pour avoir aligné un joueur suspendu lors de la 4e journée face à l'AS Tefana. Cette rencontre est perdue sur tapis vert 0-3.

#### Poule de promotion-relégation
Les six derniers du classement s'affrontent une fois pour déterminer les deux clubs relégués en Division 2. Les points acquis lors de la première phase sont conservés.
| Rang | Équipe               | Pts | J | G | N | P | Bp | Bc | Diff |  | Résultats (▼ dom., ► ext.) | Tama | JTah | Pira | Tara | Cent | Aora |
| ---- | -------------------- | --- | - | - | - | - | -- | -- | ---- |  | -------------------------- | ---- | ---- | ---- | ---- | ---- | ---- |
| 1    | AS Tamarii Faa'a     | 47  | 5 | 4 | 0 | 1 | 10 | 6  | +4   |  | AS Tamarii Faa'a           |      | 1-0  | 3-2  | 3-2  | 2-0  | 1-2  |
| 2    | AS Jeunes TahitiensP | 46  | 5 | 2 | 0 | 3 | 5  | 6  | -1   |  | AS Jeunes TahitiensP       |      |      | 2-3  | 2-1  | 1-0  | 0-1  |
| 3    | AS Pirae             | 44  | 5 | 3 | 1 | 1 | 9  | 7  | +2   |  | AS Pirae                   |      |      |      | 1-1  | 2-1  | 1-0  |
| 4    | AS Taravao AC        | 41  | 5 | 2 | 1 | 2 | 10 | 7  | +3   |  | AS Taravao AC              |      |      |      |      | 3-0  | 3-1  |
| 5    | AS Central SportP    | 37  | 5 | 0 | 0 | 5 | 2  | 10 | -8   |  | AS Central SportP          |      |      |      |      |      | 1-2  |
| 6    | AS AoraiP            | 33  | 5 | 3 | 0 | 2 | 6  | 6  | 0    |  | AS AoraiP                  |      |      |      |      |      |      |

|  | Relégation en Division 2         |
|  | P : Promu de division inférieure |

## Bilan de la saison
| Championnat de Polynésie française de football 2007-2008 |                        |
| Champion                                                 | AS Manu-Ura (4e titre) |
| Coupes et trophées                                       |                        |
| Vainqueur de la Coupe de Polynésie française 2007-2008   | AS Tefana              |
| Qualifications continentales                             |                        |
| Ligue des champions de l'OFC 2008-2009                   | Aucun                  |
| Promotions et relégations                                |                        |
| Promus en Ligue Mana                                     | AS Vaiete              |
| Promus en Ligue Mana                                     | AS Excelsior           |
| Relégués en Division 2                                   | AS Aorai               |
| Relégués en Division 2                                   | AS Central Sport       |